# Trillium underwoodii
Trillium underwoodii är en nysrotsväxtart som beskrevs av John Kunkel Small. Trillium underwoodii ingår i släktet treblad, och familjen nysrotsväxter. Inga underarter finns listade.

## Bildgalleri

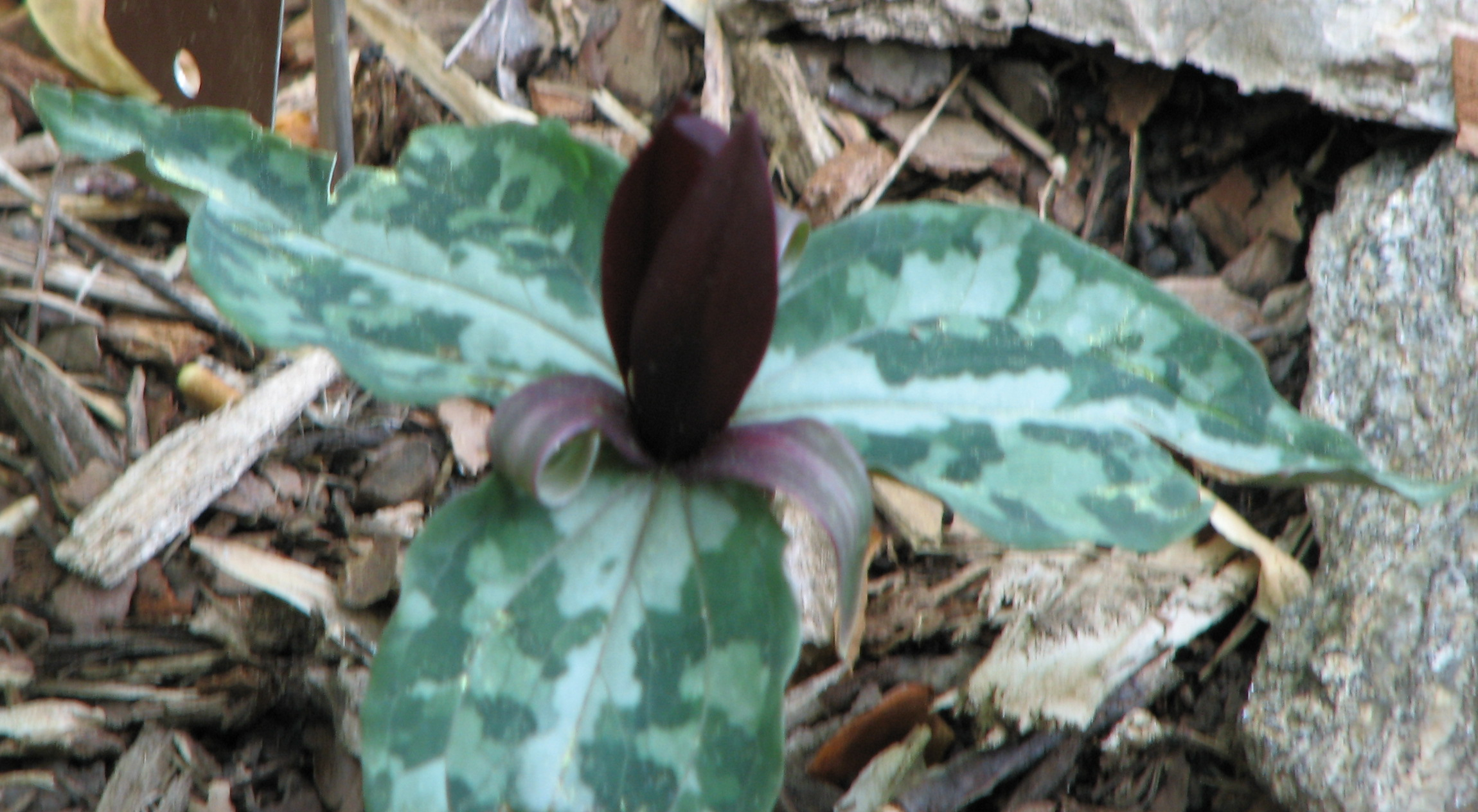